# Реджайна Кепіталс
Реджайна Кепіталс (англ. Regina Capitals — у перекладі: ????) — відроджена в 1960-х роках Хокейна команда Саскачеванських нижчих ліг, гравці якої визначалися досягненням різноманітних всеканадських хокейних висот. Команда базувалася в столиці провінції Саскачеван — місті Реджайна.

## Історія створення
Ця команда стала невдалою реінкарнацією відомої колись (однієї з перших саскечеванських професійних команд). Команда виступала дуже невдало в тих лігах де заявлялася. Тому найбільш тривалішими були її виступи і Саскачеванських аматорських лігах, де їй також не вдалося добитися успішних виступів. Лише останній сезон в Лізі Прерій почав приносити свої дивіденди, але через фінансовий стан Ліга припинила своє існування, а за нею й припинила існування ця аматорська команда. Гравці якої розбіглися по іншим саскачеванським командам (зважаючи на те що статус їх був аматорський й доволі часто вони під час сезону грали в кількох командах і на різних рівнях в різних лігах)

## Спортивні віхи команди
- В Саскатунській Хокейній Лізі (сеньйорів) (Saskatchewan Senior Hockey League) — з 1959 по 1965 роки (4 сезони і переможець останнього сезону)
- В Східно-канадській Хокейній Лізі (сеньйорів)(Western Canada Senior Hockey League) — 3 1965 по 1967 роки (2 сезони і вище 3 місця не піднімались)
- В Саскатунській Хокейній Лізі (сеньйорів) (Saskatchewan Senior Hockey League) — з 1967 по 1969 роки (2 сезони і перебувала на останніх щаблях турнірної таблиці)
- В Хокейній Лізі Прерій (Prairie Hockey League) — з 1971 по 1972 роки (1 сезони і перебувала на останніх щаблях турнірної таблиці)

## Відомі гравці
- Джері Жимяк (Jerry Zrymiak)
- Дені Банда (Danny Banda)
- Дік Ірвін
- Даґ Ґросс (Doug Cross)
- Петер Стерніґ (Peter Sternig)
- Глен Івсон (Glen Ivson)
- Джим Грицюк (Jim Peter Hrycui)
- Горд Гаверсток (Gord Haverstock)
- Едді Шор